# Гігантизм
Гігантизм (від дав.-гр. γίγας р. в. γίγαντος — нефілім, велетень, гігант) — дуже великий зріст, розлад, що виникає в осіб з відкритими епіфізарними зонами зростання (у дітей і підлітків) за надмірної секреції передніх часток гіпофіза гормону росту (СТГ). Характеризується надмірним збільшенням кісток, м'яких тканин і органів, які перевищують фізіологічні межі в порівнянні з пропорційним епіфізарним (у довжину) і періостальним (у товщину) зростом.
Патологічним вважається зріст: у чоловіків вище 210 см, у жінок — 200 см. Після закостеніння епіфізарних хрящів (закриття зон росту) гігантизм (захворювання) переходить в акромегалію. Крім того, акромегалія розвивається через виникнення СТГ-секретувальної пухлини в організмі після закриття зон росту. На відміну від захворювання, пов'язаного з підвищеною секрецією гормону росту, високий зріст членів родини має чітко виражену спадковість і ріст припиняється після закриття зон росту (акромегалія не розвивається). Високорослі спортсмени (баскетбол, волейбол), загалом, не хворіють на гігантизм.
Гігантизм (або макросомія) розвивається в дітей з незавершеними процесами закостеніння скелета, частіше зустрічається в підлітків чоловічої статі, визначається вже у віці 9—13 років і прогресує протягом усього періоду фізіологічного росту. При гігантизмі швидкість росту дитини і її показники набагато перевищують анатомо-фізіологічну норму й до кінця пубертатного періоду досягають понад 2 м у жінок і 2.10 м у чоловіків за відносного збереження пропорційної статури. Частота народження дітей з гігантизмом становить від 1 до 3 випадків на 1000 населення. Батьки пацієнтів з цією патологією, зазвичай мають нормальний зріст. Гігантизм слід відрізняти від спадкового високого зросту.
Велетні при патологічному зрості відрізняються слабким здоров'ям, низькою тривалістю життя, у них буває інфантилізм, статевий потяг знижений. Для них характерне подовження кінцівок, особливо нижніх, проте голова здається маленькою. Існує парціальний (частковий) гігантизм, за якого збільшується частина тіла (наприклад, палець кисті або стопи) або половина тіла (внаслідок підвищеної чутливості рецепторів частини тіла до гормону росту).
Найчастіше акромегалія відзначається у віковому періоді 20-40 років. Більшість таких хворих працездатного віку. З огляду на часовий проміжок 5-15 років від появи перших ознак акромегалії до встановлення остаточного діагнозу з наявністю незворотних змін дуже важливе місце має займати діагностичне проведення скринінгових визначень ІФР-1 за найменшої підозри на захворювання.

## Етіологія

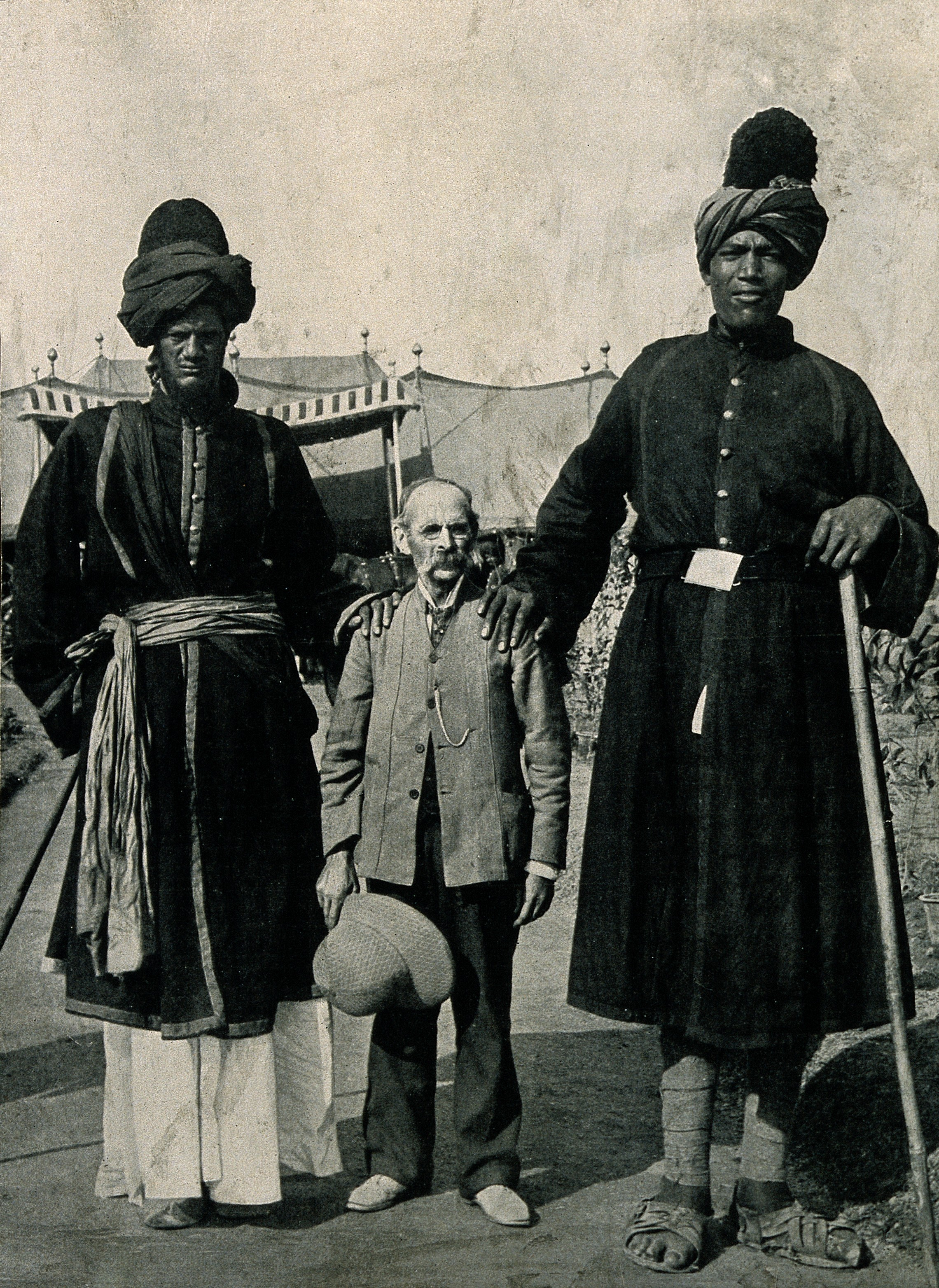

У багатьох людей гігантизм пов'язаний з порушенням роботи гіпофіза. Гіпофіз (від дав.-гр. ὑπόφυσις — відросток) — це нижній придаток мозку, що регулює гормональну секрецію у всіх хребетних тварин і в людини. Передня частка гіпофіза виробляє кілька гормонів, зокрема й гормон росту. Знижене виділення гормону росту зумовлює карликовий зріст (нанізм), а надмірне виділення гормону росту навпаки викликає гігантизм.

## Клінічна картина
Хворі скаржаться на головний біль, загальну слабкість, зниження пам'яті, зміну зовнішнього вигляду, погіршення зору. Темпи росту прискорюються. На початку захворювання збільшення скелета відносно пропорційне, пізніше можуть ущільнюватися риси обличчя, потовщуватись плоскі кістки, збільшуватися нижня щелепа, проміжки між зубами, розміри кисті й стопи. Шкіра голови потовщується, голос стає низьким, розвивається макроглосія. Надмірно розвинені м'язи на початку хвороби атрофуються, наростає м'язова слабкість. Порушується функція щитоподібної залози, статевих залоз, надниркових залоз, можливий розвиток цукрового діабету.

### Симптоми
- головний біль;
- слабкість;
- оніміння в руках;
- при акромегалії — зміна зовнішності (пропорцій тіла, розмірів кистей, стоп, вушних раковин, носа);
- сухість у роті й спрага (результат контрінсулінової дії гормону росту);
- біль у суглобах;
- обмеження й болючість рухів;
- майже у всіх жінок порушується менструальний цикл;
- у 30 % чоловіків розвивається статева слабкість.

### Причини гігантизму

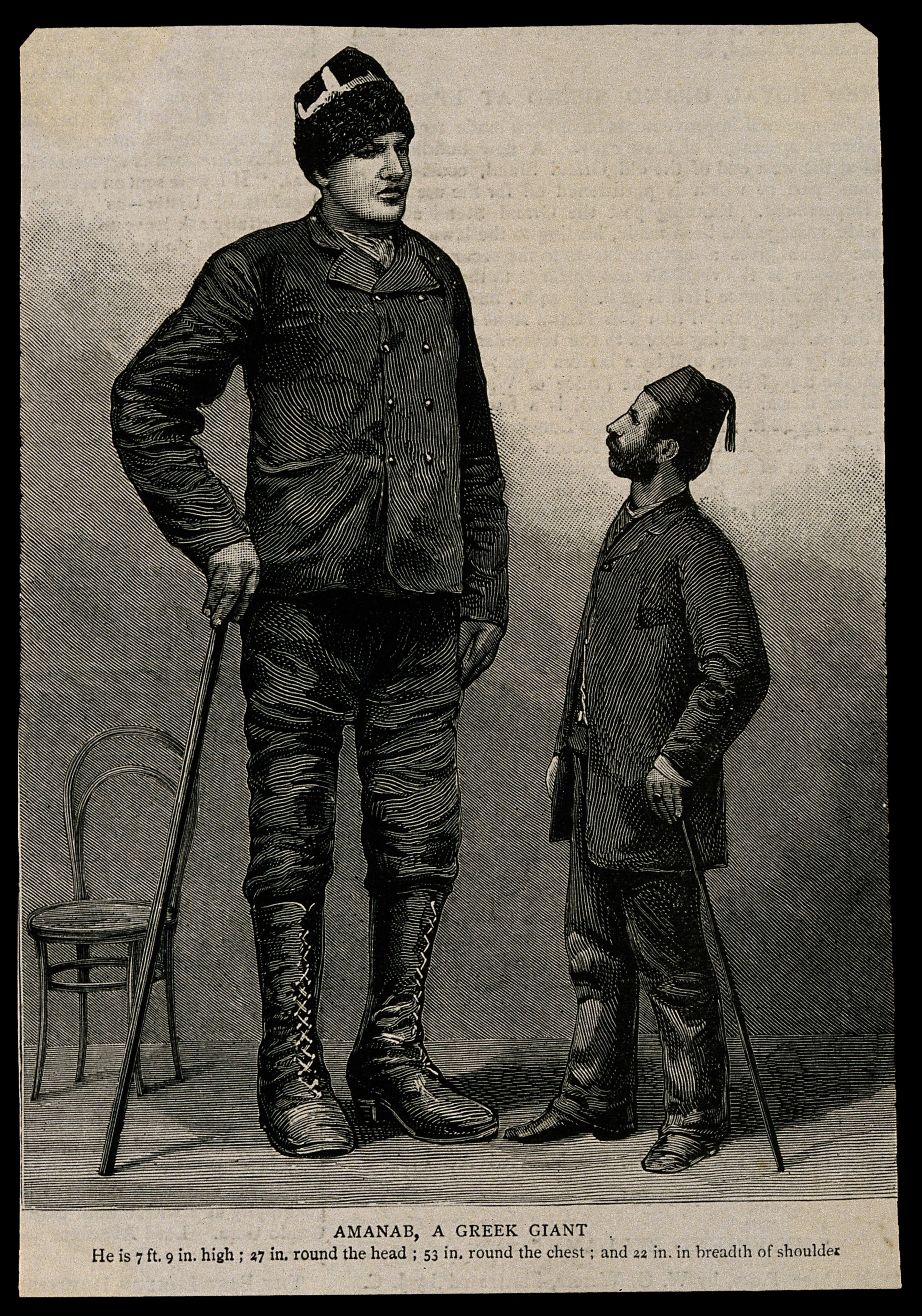

Гігантизм та акромегалія є віковими варіаціями одних і тих же патологічних процесів: гіперплазії й гіперфункції клітин гіпофіза, що виробляє соматотропний гормон (гормон росту). Підвищена секреція гормону росту може спостерігатися при ураженні гіпофіза внаслідок розвитку пухлин (аденоми гіпофіза), інтоксикації, нейроінфекцій (енцефаліту, менінгіту, менінгоенцефаліту), черепно-мозкових травм.

## Лікування
Хірургічне видалення гіпофіза (гіпофізектомія)[джерело?] в молодої тварини призводить до зупинки росту. Ін'єкції гормону росту відновлюють у таких тварин нормальний зріст. Уведення гормону росту молодим тваринам, що ростуть, різко стимулює процеси росту й викликає гігантизм (в експерименті отримано щурів, собак та інших тварин гігантського зросту).
Крім соматотропного гормону на ріст тварин і людини впливає багато інших чинників — як навколишнє середовище, так і генетична складова (див. Фенотип). Зазначається, що через 3-6 років від початку введення гормону росту молодим пацієнтам чутливість до екзогенного (того, що потрапляє ззовні) гормону росту різко знижується (результат вироблення антитіл).

### Приклади
- Стадник Леонід Степанович
- Махнов Федір Андрійович[ru]
- Роберт Першинг Вадлов
- Адам Райнер[ru] (спочатку був карликом)